# 서울 성북동 최순우 가옥
서울 성북동 최순우 옛집(서울 城北洞 崔淳雨 家屋)은 서울특별시 성북구 성북동에 있는 일제강점기의 건축물이다. 2006년 9월 19일 대한민국의 국가등록문화재 제268호로 지정되었다.

## 개요
1930년대에 건립된 것으로 추정되는 주택으로 'ㄱ'자형 안채와 'ㄴ자형 바깥채로 구성된 튼 ‘ㅁ’자 평면의 전형적인 경기지방 한옥양식으로 구성되어 있다. 전 국립중앙박물관장 혜곡(兮谷) 최순우가 1976년부터 1984년까지 거주한 주택으로, 안채는 2003년부터 2004년까지 실시된 복원공사로 안채는 전시공간으로, 동편 행랑채는 사무공간으로, 서편 행랑채는 회의실과 방문객의 휴게공간 및 화장실 등 서비스 공간으로 사용되고 있다. 한국미의 발전과 보전을 위해 일생을 바친 선생의 주거라는 점, 사라져 가는 근대한옥의 보존이라는 점, 그리고 민간차원의 문화유산 보존의 가장 모범적인 사례라는 점 등에서 가치가 있다. 현재 《(재)내셔널트러스트 문화유산기금》의 관리 하에 선생의 유품 전시관으로 사용, 시민에게 무료로 개방되고 있다.

## 같이 보기
- 최순우
- 최순우 옛집
- (재)내셔널트러스트문화유산기금

## 참고 자료
- 서울 성북동 최순우 가옥 - 국가유산청 국가유산포털
- 내셔널트러스트 문화유산기금 공식홈페이지